# Space Based Space Surveillance
Das Space Based Space Surveillance System ist eine Konstellation von Satelliten der United States Air Force zur Überwachung des erdnahen Weltraums, in erster Linie zur Erfassung und Verfolgung von anderen Satelliten und Weltraummüll in einem Erdorbit.

## Beschreibung
Die Satelliten des SBSS-Systems sollen hauptsächlich die Überwachung des erdnahen Weltraums verbessern, da sie, im Gegensatz zu den bodengebundenen Teleskopen des GEODSS-Netzwerks, unabhängig von Zeit und Wetter Objekte erfassen und verfolgen können. Das Design basiert auf Erkenntnissen, die man beim Midcourse Space Experiment (SBX) gesammelt hat.
Die Satelliten werden von Boeing hergestellt, wobei auch das Lincoln Laboratory und Ball Aerospace an der Entwicklung beteiligt waren. Der erste Satellit besitzt eine Startmasse von 1031 kg, seine Solarzellen generieren eine elektrische Leistung von 840 Watt. Als Umlaufbahn ist der sonnensynchrone Orbit in einer Höhe von 630 km vorgesehen. Die Lebensdauer soll mindestens 5,5 Jahre betragen, wobei 7 Jahre Betrieb angepeilt werden.
Als Sensor kommt ein CCD-Chip mit angeschlossener Optik für sichtbares Licht zum Einsatz. Dieser ist kardanisch aufgehängt, so dass sich der Satellit nicht für jedes Ziel neu ausrichten muss, wodurch Treibstoff gespart wird. Der Chip selbst ist gegenüber seinem Vorgänger im SBX um das Zweifache empfindlicher und schneller bei der Erfassung von Zielen.